# DMX
Earl Simmons, bolje poznat kao DMX, bio je New Yorški reper rođen 18. prosinca 1970. u Baltimoreu, Maryland, SAD. Umro 9. travnja 2021. godine od posljedica predoziranja narkoticima.

## Diskografija

### Samostalni albumi
- 1998.:It's Dark and Hell Is Hot
- 1998.:Flesh of My Flesh, Blood of My Blood
- 1999.:...And Then There Was X
- 2001.:The Great Depresion
- 2003.:Grand Champ
- 2006.:Year of the Dog...Again
- 2009.:Walk with Me Now
- 2009.:You'll Fly With Me Later

### Ostali albumi
- 1998.:Belly Soundtrack
- 2000.:Rome Must Die Soundtrack
- 2001.:Exit Wounds Soundrack
- 2003.:Cradle 2 the Grave Soundtrack
- 2007.:The Definition of X: The Pick of the Letter

### Albumi sRuff Ryders
- 1999.:Ryde or Die Vol. 1
- 2000.:Ryde or Die Vol. 2
- 2001.:Ryde or Die Vol. 3
- 2005.:The Redemption Vol. 4

## Filmografija
- 1998.: Belly
- 2000.: Romeo Must Die
- 2001.: Exit Wounds
- 2003.: Cradle 2 the Grave
- 2004.: Never Die Alone
- 2008.: Last Hour

## Vanjske poveznice
- DMX na Internet Movie Databaseu